# Трепаладе I (Венеција)
Трепаладе I је насеље у Италији у округу Венеција, региону Венето.
Према процени из 2011. у насељу је живело 20 становника. Насеље се налази на надморској висини од 2 м.